# Hrvatski nacionalni obrazovni standard
Hrvatski nacionalni obrazovni standard (HNOS) odnosi se na cjelovit pristup obrazovnomu procesu i uključuje ciljeve odgoja i obrazovanja, odgojno-obrazovne sadržaje, prijedloge metoda poučavanja, očekivane ishode učenja i poučavanja te nastavno okružje te predstavlja temelj za provedbu obrazovanja u Hrvatskoj.
Planom Razvoja sustava odgoja i obrazovanja 2005. – 2010., koji je Vlada Republike Hrvatske usvojila 9. lipnja 2005., započete su promjene u svim razinama odgojno-obrazovnog sustava. Osnovne smjernice su omogućivanje cjeloživotnoga učenja i obrazovanja svima te podizanje kvalitete odgoja i obrazovanja na svim razinama.
Svekolika znanstvena, stručna i javna promišljanja dovela su 2005. do stvaranja Hrvatskoga nacionalnoga obrazovnoga standarda kao skupa norma za poboljšanje kakvoće obrazovanja kao temelja gospodarstva i društva zasnovanih na znanju i primjeni znanja.
Rasterećenje nastavnih programa i obnavljanje odgojno-obrazovnih sadržaja izradila su stručna povjerenstva sastavljena po nastavnim predmetima pri Ministarstvu znanosti, obrazovanja i športa, a članovi povjerenstva sastavljeni su iz redova znanstvanika, sveučilišnih profesora, učitelja praktičara i drugih stručnjaka.
Poslije pokusnoga provođenja u 49 osnovnih škola u školskoj godini 2005./2006., novi Nastavni plan i program uveden je u sve osnovne škole od 4. rujna 2006. Osobe koje su operativno predvodile izradbu HNOS-a bile su: Vladimir Paar i Nevio Šetić.